# A Debreceni VSC 2010–2011-es szezonja
A Debreceni VSC 2010–2011-es szezonja szócikk a Debreceni VSC első számú férfi labdarúgócsapatának egy idényéről szól, mely sorozatban a 18., összességében pedig a 33. idénye a csapatnak a magyar első osztályban. A klub fennállásának ekkor volt a 108. évfordulója.

## Statisztikák
Utolsó elszámolt mérkőzés dátuma: 2011. május 22.

### Mérkőzések
| Lejátszott mérkőzések száma        | 51 (30 Monicomp Liga, 3 Magyar kupa, 6 Ligakupa, 12 európai kupák) |
| Győzelmek száma                    | 19 (12 Monicomp Liga, 0 Magyar kupa, 3 Ligakupa, 4 európai kupák)  |
| Döntetlenek száma                  | 13 (10 Monicomp Liga, 2 Magyar kupa, 0 Ligakupa, 1 európai kupák)  |
| Vereségek száma                    | 19 (8 Monicomp Liga, 2 Magyar kupa, 2 Ligakupa, 7 európai kupák)   |
| Szerzett gólok száma               | 74                                                                 |
| Kapott gólok száma                 | 77                                                                 |
| Gólkülönbség                       | –3                                                                 |
| Sárga lapok                        | 100                                                                |
| Kiállítások                        | 10                                                                 |
| Legtöbbet figyelmeztetett játékos  | Luis Arcángel Ramos Colón (14 , 1 )                                |
| Legnagyobb arányú győzelem         | Debreceni VSC 6–2 Kecskeméti TE (2010. 08. 14.)                    |
| Legnagyobb arányú győzelem         | Debreceni VSC 4–0 Szolnoki MÁV (2010. 11. 07.)                     |
| Legnagyobb arányú győzelem         | Vasas 1–5 Debreceni VSC (2011. 04. 23.)                            |
| Legnagyobb arányú vereség          | Debreceni VSC 0–5 Metaliszt Harkiv (2010. 09. 16.)                 |
| Legmagasabb hazai nézőszám         | 7 500 néző, Debreceni VSC 3–2 Levadia Tallinn (2010. 07. 21.)      |
| Legalacsonyabb hazai nézőszám      | 500 néző, Debreceni VSC 0–3 Kecskeméti TE (2010. 11. 10.)          |
| Legtöbbször pályára lépett játékos | Adamo Coulibaly (44 mérkőzés)                                      |
| Házi gólkirály                     | Adamo Coulibaly (19 )                                              |
| Pontok                             | 70/153 (45,75%)                                                    |

### Kiírások
| Kiírás               | Statisztikák | Statisztikák | Statisztikák | Statisztikák | Statisztikák | Statisztikák | Kezdő forduló   | Végső forduló/ helyezés | Mérkőzések dátumai | Mérkőzések dátumai |
| Kiírás               | M            | GY           | D            | V            | LG–KG        | GK           | Kezdő forduló   | Végső forduló/ helyezés | Első               | Utolsó             |
| -------------------- | ------------ | ------------ | ------------ | ------------ | ------------ | ------------ | --------------- | ----------------------- | ------------------ | ------------------ |
| Monicomp Liga        | 30           | 12           | 10           | 8            | 53–43        | +10          | —               |                         | 2010. 07. 31.      | 2011. 05. 22.      |
| Magyar kupa          | 3            | 1            | 0            | 2            | 2–7          | –5           | 4. forduló      | 5. forduló              | 2010. 10. 27.      | 2011. 03. 01.      |
| Ligakupa             | 6            | 3            | 1            | 2            | 6–5          | +1           | Negyeddöntő     | Döntő                   | 2011. 02. 19.      | 2011. 04. 13.      |
| UEFA-bajnokok ligája | 4            | 1            | 1            | 2            | 5–8          | –3           | 2. selejtezőkör | 3. selejtezőkör         | 2010. 07. 13.      | 2010. 08. 04.      |
| Európa-liga          | 8            | 3            | 0            | 5            | 8–14         | –6           | Rájátszás       | Csoportkör              | 2010. 08. 19.      | 2010. 12. 16.      |

## Mérkőzések
| Színmagyarázat | Színmagyarázat |
| -------------- | -------------- |
|                | Győzelem.      |
|                | Döntetlen.     |
|                | Vereség.       |

### Nyári felkészülési mérkőzések
| 2010. június 26. |

| Debreceni VSC         | 3 – 5               | MŠK Žilina                         |
| --------------------- | ------------------- | ---------------------------------- |
| Czvitkovics Coulibaly | (3 – 3) Jegyzőkönyv | Zošák Ceesay Oravec Christu Majtán |

| Oláh Gábor utcai stadion, Debrecen Nézőszám: 500 Játékvezető: Veizer Roland (magyar) |

| 2010. július 3. |

| Debreceni VSC | 1 – 3               | CS Gaz Metan Mediaș   |
| ------------- | ------------------- | --------------------- |
| Szakály       | (1 – 1) Jegyzőkönyv | Pereira Campo Muntean |

| Nagyerdei stadion, Debrecen Nézőszám: 1 000 Játékvezető: Veizer Roland (magyar) |

| 2010. július 7. |

| Debreceni VSC | 1 – 2               | FC Victoria Brănești |
| ------------- | ------------------- | -------------------- |
| Angyal        | (0 – 1) Jegyzőkönyv | Simion Maghici       |

| Nagyerdei stadion, Debrecen Nézőszám: 100 Játékvezető: Török Zoltán (magyar) |

| 2010. július 10. |

| Debreceni VSC                                  | 3 – 1               | Szolnoki MÁV |
| ---------------------------------------------- | ------------------- | ------------ |
| Kulcsár 32' (11-esből) Essama 42' Vinicius 89' | (2 – 1) Jegyzőkönyv | Marozas 36'  |

| Oláh Gábor utcai stadion, Debrecen Nézőszám: 200 Játékvezető: Sápi Csaba (magyar) |

| 2010. július 11. |

| Debreceni VSC       | 3 – 1               | FC Victoria Brănești |
| ------------------- | ------------------- | -------------------- |
| Sigér Csorba Angyal | (2 – 1) Jegyzőkönyv | Coman                |

| Nagyerdei stadion, Debrecen Nézőszám: 100 Játékvezető: Puskás (magyar) |

| 2010. július 14. 18:15 |

| Debreceni VSC                 | 4 – 3               | Nyíregyháza Spartacus |
| ----------------------------- | ------------------- | --------------------- |
| Korhut Kulcsár Bernáth Huszák | (2 – 3) Jegyzőkönyv | Honma Andorka         |

| Vágóhíd utcai stadion, Debrecen Nézőszám: 50 |

| 2010. július 22. 18:15 |

| Hajdúböszörményi TE       | 1 – 4               | Debreceni VSC                               |
| ------------------------- | ------------------- | ------------------------------------------- |
| Bogdanović 60' (11-esből) | (0 – 3) Jegyzőkönyv | Korhut 27' Bódi 40' Pavlović 44' Essama 85' |

| Városi stadion (Hajdúböszörmény), Hajdúböszörmény Nézőszám: 150 Játékvezető: Kövér (magyar) |

| 2010. július 24. 18:15 |

| Debreceni VSC    | 3 – 1               | FC Bihor Oradea |
| ---------------- | ------------------- | --------------- |
| Kulcsár Vinicius | (2 – 1) Jegyzőkönyv | Deaconescu      |

| Oláh Gábor utcai stadion, Debrecen Nézőszám: 400 Játékvezető: Nazsa (magyar) |

### Monicomp Liga

#### Őszi fordulók
| 1. forduló 2010. július 31. 17:30 |

| Debreceni VSC            | 2 – 0               | Lombard Pápa          |
| ------------------------ | ------------------- | --------------------- |
| Szilágyi 18' Kulcsár 32' | (2 – 0) Jegyzőkönyv | Rajnay 64' Farkas 82' |

| Oláh Gábor utcai stadion, Debrecen Nézőszám: 3 200 Játékvezető: Fábián Mihály (magyar) |

| 2. forduló 2010. augusztus 8. 17:30 |

| Paksi FC                                               | 2 – 2               | Debreceni VSC                                        |
| ------------------------------------------------------ | ------------------- | ---------------------------------------------------- |
| Montvai 5' Heffler 84' (11-esből) Fiola 16' Bartha 87' | (1 – 2) Jegyzőkönyv | Kabát 4' Šimac 40' Yannick 21′ Komlósi 54' Ramos 83' |

| Fehérvári úti stadion, Paks Nézőszám: 2 500 Játékvezető: Szilasi Szabolcs (magyar) |

| 3. forduló 2010. augusztus 14. 19:00 |

| Debreceni VSC                                                        | 6 – 2               | Kecskeméti TE                                                   |
| -------------------------------------------------------------------- | ------------------- | --------------------------------------------------------------- |
| Kiss 18' 87′ Coulibaly 33' Czvitkovics 47' 84' Kabát 86' Dombi 90+1' | (2 – 0) Jegyzőkönyv | Kéthévoama 49' 74' Ebala 75' Tököli 77′ Čukić 87' Holczer 90+1' |

| Oláh Gábor utcai stadion, Debrecen Nézőszám: 5 500 Játékvezető: Farkas Ádám (magyar) |

| 4. forduló 2010. augusztus 22. 17:30 |

| Budapest Honvéd                  | 1 – 0               | Debreceni VSC             |
| -------------------------------- | ------------------- | ------------------------- |
| Coira 22' Akassou 25' Rufino 77' | (1 – 0) Jegyzőkönyv | Fodor 37' Spitzmüller 85' |

| Bozsik József Stadion, Budapest Nézőszám: 1 200 Játékvezető: Szabó Zsolt (magyar) |

| 5. forduló 2010. augusztus 29. 19:00 |

| Debreceni VSC                                                 | 3 – 1               | Videoton                                                  |
| ------------------------------------------------------------- | ------------------- | --------------------------------------------------------- |
| Czvitkovics 68' (11-esből) Yannick 71' Horváth 90' Laczkó 67' | (0 – 0) Jegyzőkönyv | Sándor 55' André Alves 36' Nagy 38' Horváth 67' Vaskó 78' |

| Oláh Gábor utcai stadion, Debrecen Nézőszám: 7 000 Játékvezető: Iványi Zoltán (magyar) |

| 6. forduló 2010. szeptember 10. 19:00 |

| Győri ETO                                      | 3 – 0               | Debreceni VSC                             |
| ---------------------------------------------- | ------------------- | ----------------------------------------- |
| Koltai 7' 67' Alekszidze 87' 43' Ji-Paraná 38' | (1 – 0) Jegyzőkönyv | Nagy 34' Farkas 42′ Komlósi 43' Varga 84' |

| ETO Park, Győr Nézőszám: 3 000 Játékvezető: Fábián Mihály (magyar) |

| 7. forduló 2010. szeptember 19. 17:30 |

| Debreceni VSC              | 1 – 1               | Újpest                 |
| -------------------------- | ------------------- | ---------------------- |
| Laczkó 75' 22' Komlósi 78' | (0 – 0) Jegyzőkönyv | Simek 73' Mitrović 15' |

| Oláh Gábor utcai stadion, Debrecen Nézőszám: 4 000 Játékvezető: Vad II. István (magyar) |

| 8. forduló 2010. szeptember 25. 15:00 |

| BFC Siófok                                                        | 4 – 1               | Debreceni VSC                                         |
| ----------------------------------------------------------------- | ------------------- | ----------------------------------------------------- |
| Tusori 11' 44' Sowunmi 19' 28' 63' Lukács 56' Fehér 65' Honma 65' | (4 – 0) Jegyzőkönyv | Szakály 50' (11-esből) Varga 37' Laczkó 42' Ramos 85' |

| Révész Géza utcai stadion, Siófok Nézőszám: 1 200 Játékvezető: Iványi Zoltán (magyar) |

| 9. forduló 2010. október 3. 17:30 |

| Debreceni VSC                              | 3 – 1               | Vasas                             |
| ------------------------------------------ | ------------------- | --------------------------------- |
| Coulibaly 14' 18' (11-esből) Kabát 68' 81' | (2 – 0) Jegyzőkönyv | Ferenczi 79' Arsić 51' Németh 69' |

| Oláh Gábor utcai stadion, Debrecen Nézőszám: 3 500 Játékvezető: Németh Ádám (magyar) |

| 10. forduló 2010. október 16. 15:00 |

| MTK Budapest                          | 0 – 0               | Debreceni VSC                  |
| ------------------------------------- | ------------------- | ------------------------------ |
| Vukadinović 43' Tischler 53' Sütő 61' | (0 – 0) Jegyzőkönyv | Varga 79' Kiss 90' Simać 90+2' |

| Hidegkuti Nándor Stadion, Budapest Nézőszám: 1 000 Játékvezető: Kassai Viktor (magyar) |

| 11. forduló 2010. október 24. 17:30 |

| Debreceni VSC                                | 2 – 1               | Ferencváros                           |
| -------------------------------------------- | ------------------- | ------------------------------------- |
| Kabát 5' (11-esből) 15′, 57′ Czvitkovics 88' | (1 – 0) Jegyzőkönyv | Rodenbücher 75' Rósa 30' Schembri 50' |

| Oláh Gábor utcai stadion, Debrecen Nézőszám: 7 000 Játékvezető: Iványi Zoltán (magyar) |

| 12. forduló 2010. október 29. 17:00 |

| Debreceni VSC                          | 3 – 1               | Kaposvári Rákóczi                          |
| -------------------------------------- | ------------------- | ------------------------------------------ |
| Bódi 36' Czvitkovics 71' 75' Simać 31' | (1 – 1) Jegyzőkönyv | Oláh 43' Kulcsár 38' Grúz 70' Petrazzi 77' |

| Oláh Gábor utcai stadion, Debrecen Nézőszám: 3 000 Játékvezető: Szabó Zsolt (magyar) |

| 13. forduló 2010. november 7. 17:30 |

| Debreceni VSC                             | 4 – 0               | Szolnoki MÁV |
| ----------------------------------------- | ------------------- | ------------ |
| Szakály 56' 70' Coulibaly 83' Simać 90+1' | (0 – 0) Jegyzőkönyv |              |

| Oláh Gábor utcai stadion, Debrecen Nézőszám: 3 000 Játékvezető: Bognár Tamás (magyar) |

| 14. forduló 2010. november 13. 15:00 |

| Debreceni VSC                                        | 2 – 1               | Zalaegerszegi TE                                                      |
| ---------------------------------------------------- | ------------------- | --------------------------------------------------------------------- |
| Varga 6' (öngól) Coulibaly 22' Varga 31' Dombi 90+2' | (2 – 0) Jegyzőkönyv | Simon 52' Szalai 38' Rajcomar 67' Panikvar 71' Kamber 79' Horváth 88' |

| Oláh Gábor utcai stadion, Debrecen Nézőszám: 4 000 Játékvezető: Iványi Zoltán (magyar) |

| 15. forduló 2010. november 20. 15:00 |

| Haladás                                                                   | 3 – 0               | Debreceni VSC                                                   |
| ------------------------------------------------------------------------- | ------------------- | --------------------------------------------------------------- |
| Fodrek 3' 45' 70' Tóth 72' (11-esből) Simon 34' Oross 77' Korolovszky 82' | (2 – 0) Jegyzőkönyv | Kiss 25' Rezes 41' Komlósi 52' Mijadinoszki 65' Malinauskas 71' |

| Rohonci úti stadion, Szombathely Nézőszám: 3 000 Játékvezető: Kassai Viktor (magyar) |

| 16. forduló 2010. november 26. 17:00 |

| Lombard Pápa          | 1 – 1               | Debreceni VSC                                            |
| --------------------- | ------------------- | -------------------------------------------------------- |
| Rajnay 84' Farkas 20' | (0 – 0) Jegyzőkönyv | Mijadinoszki 71' Varga 21' Bódi 41' Laczkó 56' Fodor 90′ |

| Perutz Stadion, Pápa Nézőszám: 1 500 Játékvezető: Vad II. István (magyar) |

#### Tavaszi fordulók
| 17. forduló 2011. március 8. 18:00 |

| Debreceni VSC                                                       | 2 – 1               | Paksi FC                          |
| ------------------------------------------------------------------- | ------------------- | --------------------------------- |
| Éger 59' (öngól) Czvitkovics 83' (11-esből) 40' Fodor 43' Varga 70' | (0 – 0) Jegyzőkönyv | Éger 57' 50' Fiola 79' Sipeki 90' |

| Oláh Gábor utcai stadion, Debrecen Nézőszám: 3 140 Játékvezető: Miquel Alvaro Garcia (chilei) |

- Elhalasztott mérkőzés.

| 18. forduló 2011. március 4. 17:00 |

| Kecskeméti TE                                                                             | 3 – 0               | Debreceni VSC                                              |
| ----------------------------------------------------------------------------------------- | ------------------- | ---------------------------------------------------------- |
| Balogh 35' (11-esből) Vujović 36' (11-esből) Salami 39' (öngól) Alempijević 31' Čukić 61' | (3 – 0) Jegyzőkönyv | Ramos 33' Nikolov 34' Czvitkovics 40' Illés 48' Farkas 89' |

| Széktói Stadion, Kecskemét Nézőszám: 3 000 Játékvezető: Vad II. István (magyar) |

| 19. forduló 2011. március 12. 15:00 |

| Debreceni VSC                          | 2 – 2               | Budapest Honvéd                             |
| -------------------------------------- | ------------------- | ------------------------------------------- |
| Czvitkovics 45' Salami 47' Bernáth 78' | (1 – 1) Jegyzőkönyv | Debreceni 21' Hajdú 62' Hidi 65' Lovrić 75' |

| Oláh Gábor utcai stadion, Debrecen Nézőszám: 3 000 Játékvezető: Andó-Szabó Sándor (magyar) |

| 20. forduló 2011. március 18. 19:00 |

| Videoton                                 | 2 – 1               | Debreceni VSC                                 |
| ---------------------------------------- | ------------------- | --------------------------------------------- |
| Lencse 61' André Alves 72' Gosztonyi 79' | (0 – 0) Jegyzőkönyv | Coulibaly 65' Szakály 32' Ramos 60' Varga 86' |

| Sóstói Stadion, Székesfehérvár Nézőszám: 4 858 Játékvezető: Németh Ádám (magyar) |

| 21. forduló 2011. április 3. 17:30 |

| Debreceni VSC                                                | 1 – 1               | Győri ETO                                        |
| ------------------------------------------------------------ | ------------------- | ------------------------------------------------ |
| Czvitkovics 50' (11-esből) Bernáth 75' Mardare 80' Kabát 87' | (0 – 0) Jegyzőkönyv | Dinjar 60' Pilibaitis 49' Ceolin 84' Dudás 90+1' |

| Oláh Gábor utcai stadion, Debrecen Nézőszám: 5 000 Játékvezető: Bognár Tamás (magyar) |

| 22. forduló 2011. április 10. 17:30 |

| Újpest                      | 2 – 2               | Debreceni VSC                                                                     |
| --------------------------- | ------------------- | --------------------------------------------------------------------------------- |
| Ahjupera 45' 82' Tajthy 71' | (1 – 1) Jegyzőkönyv | Coulibaly 12' 90' Czvitkovics 64' (11-esből) Varga 43' Mijadinoszki 46' Ramos 52' |

| Szusza Ferenc Stadion, Budapest Nézőszám: 3 642 Játékvezető: Andó-Szabó Sándor (magyar) |

| 23. forduló 2011. április 16. 15:00 |

| Debreceni VSC                                                 | 2 – 3               | BFC Siófok                                                |
| ------------------------------------------------------------- | ------------------- | --------------------------------------------------------- |
| Coulibaly 55' Bódi 59' Mardare 16' Varga 30' Mijadinoszki 45′ | (0 – 2) Jegyzőkönyv | Délczeg 14' 8' Honma 45' Tusori 52' Graszl 58' Lukács 80' |

| Oláh Gábor utcai stadion, Debrecen Nézőszám: 3 000 Játékvezető: Iványi Zoltán (magyar) |

| 24. forduló 2011. április 23. 17:15 |

| Vasas                     | 1 – 5               | Debreceni VSC                            |
| ------------------------- | ------------------- | ---------------------------------------- |
| Németh 70' 87' Kovács 74' | (0 – 2) Jegyzőkönyv | Šimac 24' Bódi 31' 54' Coulibaly 47' 81' |

| Illovszky Rudolf Stadion, Budapest Nézőszám: 1 300 Játékvezető: Vad II. István (magyar) |

| 25. forduló 2011. április 27. 18:30 |

| Debreceni VSC                     | 3 – 1               | MTK Budapest |
| --------------------------------- | ------------------- | ------------ |
| Šimac 27' Ramos 28' Coulibaly 75' | (2 – 1) Jegyzőkönyv | Pátkai 15'   |

| Oláh Gábor utcai stadion, Debrecen Nézőszám: 3 800 Játékvezető: Szilasi Szabolcs (magyar) |

| 26. forduló 2011. május 1. 17:30 |

| Ferencváros                                                       | 1 – 1               | Debreceni VSC                                                |
| ----------------------------------------------------------------- | ------------------- | ------------------------------------------------------------ |
| Mijadinoszki 86' (öngól) Morales 28' Balog 36' Tóth 59' Heinz 79' | (0 – 0) Jegyzőkönyv | Coulibaly 56' 40' Szakály 33' Bódi 76' Ramos 77' Dombi 90+2' |

| Albert Flórián Stadion, Budapest Nézőszám: 5 000 Játékvezető: Iványi Zoltán (magyar) |

| 27. forduló 2011. május 7. 17:30 |

| Kaposvári Rákóczi | 0 – 0               | Debreceni VSC                    |
| ----------------- | ------------------- | -------------------------------- |
| Okuka 38'         | (0 – 0) Jegyzőkönyv | Bódi 32' Illés 71' Coulibaly 72' |

| Rákóczi Stadion, Kaposvár Nézőszám: 2 500 Játékvezető: Kassai Viktor (magyar) |

| 28. forduló 2011. május 10. 17:30 |

| Szolnoki MÁV                                         | 1 – 2               | Debreceni VSC                      |
| ---------------------------------------------------- | ------------------- | ---------------------------------- |
| Hervé Tchami 49' Durović 43' Szalai 63' Némedi 90+1' | (0 – 2) Jegyzőkönyv | Szakály 9' Coulibaly 19' Ramos 64' |

| Tiszaligeti stadion, Szolnok Nézőszám: 1 000 Játékvezető: Farkas Ádám (magyar) |

| 29. forduló 2011. május 13. 19:00 |

| Zalaegerszegi TE                                                       | 1 – 1               | Debreceni VSC                          |
| ---------------------------------------------------------------------- | ------------------- | -------------------------------------- |
| Ramos 71' (öngól) Bogunović 33' Kamber 44' Panikvar 65' Miljatovič 68' | (0 – 0) Jegyzőkönyv | Bódi 69' (11-esből) Nagy 51' Ramos 90' |

| ZTE Aréna, Zalaegerszeg Nézőszám: 2 400 Játékvezető: Szabó Zsolt (magyar) |

| 30. forduló 2011. május 22. 17:30 |

| Debreceni VSC                                            | 1 – 2               | Haladás                                                |
| -------------------------------------------------------- | ------------------- | ------------------------------------------------------ |
| Coulibaly 26' (11-esből) Szakály 32' Illés 49' Ramos 65' | (1 – 0) Jegyzőkönyv | Sipos 57' Halmosi 67' Iszlai 27' Lengyel 59' Oross 87' |

| Oláh Gábor utcai stadion, Debrecen Nézőszám: 5 500 Játékvezető: Berger József (magyar) |

#### Végeredmény
| #   | Csapat              | M  | GY | D  | V  | G+ – G– | GK  | P                                                      | Megjegyzések                                   |
| --- | ------------------- | -- | -- | -- | -- | ------- | --- | ------------------------------------------------------ | ---------------------------------------------- |
| 1.  | Videoton (B)        | 30 | 18 | 7  | 5  | 59–29   | +30 | 61                                                     | 2011–2012-es Bajnokok Ligája – 2. selejtezőkör |
| 2.  | Paksi FC            | 30 | 17 | 5  | 8  | 54–38   | +16 | 56                                                     | 2011–2012-es Európa-liga – 1. selejtezőkör     |
| 3.  | Ferencváros         | 30 | 15 | 5  | 10 | 50–43   | +7  | 50                                                     | 2011–2012-es Európa-liga – 1. selejtezőkör     |
| 4.  | Zalaegerszegi TE    | 30 | 14 | 6  | 10 | 51–47   | +4  | 48 \|rowspan="8" style="background-color: #fafafa;" \| |                                                |
| 5.  | Debreceni VSCCV, K  | 30 | 12 | 10 | 8  | 53–43   | +10 | 46                                                     |                                                |
| 6.  | Újpest              | 30 | 13 | 6  | 11 | 50–38   | +12 | 45                                                     |                                                |
| 7.  | Kaposvári Rákóczi   | 30 | 13 | 4  | 13 | 41–42   | −1  | 43                                                     |                                                |
| 8.  | Haladás             | 30 | 11 | 8  | 11 | 42–36   | +6  | 41                                                     |                                                |
| 9.  | Győri ETO           | 30 | 10 | 11 | 9  | 40–35   | +5  | 41                                                     |                                                |
| 10. | Budapest Honvéd     | 30 | 11 | 7  | 12 | 36–39   | −3  | 40                                                     |                                                |
| 11. | Vasas SC            | 30 | 11 | 7  | 12 | 34–46   | −12 | 40                                                     |                                                |
| 12. | Kecskeméti TE (KGY) | 30 | 11 | 3  | 16 | 51–56   | −5  | 36                                                     | 2011–2012-es Európa-liga – 2. selejtezőkör1    |
| 13. | Lombard Pápa        | 30 | 10 | 5  | 15 | 39–52   | −13 | 35 \|rowspan="2" style="background-color: #fafafa;" \| |                                                |
| 14. | BFC SiófokÚ         | 30 | 8  | 10 | 12 | 29–41   | −12 | 34                                                     |                                                |
| 15. | MTK Budapest (K)    | 30 | 8  | 6  | 16 | 35–49   | −14 | 30                                                     | NB II                                          |
| 16. | Szolnoki MÁVÚ (K)   | 30 | 5  | 6  | 19 | 26–56   | −30 | 21                                                     | NB II                                          |

Utolsó frissítés: 2011. május 22. 
Forrás: MLSZ adatbank 
A rangsorolás alapszabályai: 1. összpontszám, 2. győzelmek száma, 3. gólkülönbség, 4. szerzett gólok száma, 5. egymás elleni eredmények összpontszáma,  6. egymás elleni eredmények gólkülönbsége, 7. egymás elleni eredmények szerzett góljainak száma, 8. egymás elleni eredmények idegenben szerzett góljainak száma.
1 A Kecskeméti TE a 2011–2012-es Európa-liga 2. selejtezőkörében indulhat, kupagyőztesként.
(B): Bajnokcsapat, (K): Kieső csapat, (F): Feljutó csapat, (I): Kupainduló, (R): A rájátszás győztese, (KGY): Kupagyőztes

#### Eredmények összesítése
Az alábbi táblázatban összesítve szerepelnek a Debreceni VSC 2010/11-es bajnokságban elért eredményei.
| Ősz/tavasz (forduló)    | Otthon | Otthon | Otthon | Otthon | Otthon | Otthon | Otthon | Idegenben | Idegenben | Idegenben | Idegenben | Idegenben | Idegenben | Idegenben |
| Ősz/tavasz (forduló)    | M      | GY     | D      | V      | LG–KG  | GK     | P      | M         | GY        | D         | V         | LG–KG     | GK        | P         |
| ----------------------- | ------ | ------ | ------ | ------ | ------ | ------ | ------ | --------- | --------- | --------- | --------- | --------- | --------- | --------- |
| Őszi szezon (1–16.)     | 9      | 8      | 1      | 0      | 26–8   | +18    | 25     | 7         | 0         | 3         | 4         | 4–14      | –10       | 3         |
| Tavaszi szezon (17–30.) | 6      | 2      | 2      | 2      | 11–10  | +1     | 8      | 8         | 2         | 4         | 2         | 12–11     | +1        | 10        |
| Összesen (1–30.)        | 15     | 10     | 3      | 2      | 37–18  | +19    | 33     | 15        | 2         | 7         | 6         | 16–25     | –9        | 13        |

#### Helyezések fordulónként
| Forduló  | 1  | 2 | 3  | 4 | 5  | 6 | 7 | 8 | 9  | 10 | 11 | 12 | 13 | 14 | 15 | 16 | 17 | 18 | 19 | 20 | 21 | 22 | 23 | 24 | 25 | 26 | 27 | 28 | 29 | 30 |
| -------- | -- | - | -- | - | -- | - | - | - | -- | -- | -- | -- | -- | -- | -- | -- | -- | -- | -- | -- | -- | -- | -- | -- | -- | -- | -- | -- | -- | -- |
| Helyszín | O  | I | O  | I | O  | I | O | I | O  | I  | O  | O  | O  | O  | I  | I  | O  | I  | O  | I  | O  | I  | O  | I  | O  | I  | I  | I  | I  | O  |
| Eredmény | GY | D | GY | V | GY | V | D | V | GY | D  | GY | GY | GY | GY | V  | D  | GY | V  | D  | V  | D  | D  | V  | GY | GY | D  | D  | GY | D  | V  |
| Helyezés | 3  | 4 | 1  | 2 | 1  | 5 | 5 | 9 | 5  | 7  | 5  | 4  | 3  | 2  | 4  | 5  | 3  | 4  | 5  | 6  | 6  | 6  | 6  | 6  | 6  | 5  | 6  | 4  | 4  | 5  |

Helyszín: O = Otthon; I = Idegenben. Eredmény: GY = Győzelem; D = Döntetlen; V = Vereség.

### Magyar kupa
| 4. forduló 2010. október 27. 14:30 |

| Nagyecsed                          | 1 – 1               | Debreceni VSC                                                      |
| ---------------------------------- | ------------------- | ------------------------------------------------------------------ |
| Marcsek 42' Bancsi 64' Doros 90+2' | (1 – 0) Jegyzőkönyv | Szilágyi 53' Pavlović 10' Ramos 41′ Szűcs 59' Lucas 63' Máté 90+2' |

| Játékvezető: Nagy Róbert (magyar) |

- Büntetők után (8 – 9) a Debrecen jutott tovább.

| 5. forduló Első mérkőzés 2010. november 10. 17:30 |

| Debreceni VSC      | 0 – 3               | Kecskeméti TE                                            |
| ------------------ | ------------------- | -------------------------------------------------------- |
| Kabát 40' Máté 47′ | (0 – 2) Jegyzőkönyv | Litsingi 23' Alempijević 43' 50' 64' Némedi 61' Bori 90' |

| Oláh Gábor utcai stadion, Debrecen Nézőszám: 500 Játékvezető: Szilasi Szabolcs (magyar) |

| 5. forduló Visszavágó 2011. március 1. 18:00 |

| Kecskeméti TE                              | 3 – 1               | Debreceni VSC |
| ------------------------------------------ | ------------------- | ------------- |
| Tököli 13' Litsingi 35' Foxi 81' Ebala 75' | (2 – 1) Jegyzőkönyv | Kabát 45'     |

| Széktói Stadion, Kecskemét Nézőszám: 900 Játékvezető: Erdős József (magyar) |

### Ligakupa

#### Negyeddöntő
| 2011. február 19. 14:00 |

| Debreceni VSC                 | 2 – 0               | Kecskeméti TE                                             |
| ----------------------------- | ------------------- | --------------------------------------------------------- |
| Varga 24' Illés 65' Ramos 74' | (1 – 0) Jegyzőkönyv | Čukić 52' Alempijević 84' Balogh 84' Radanović 77′, 90+3′ |

| Oláh Gábor utcai stadion, Debrecen Nézőszám: 1 200 Játékvezető: Radványi Ádám (magyar) |

| 2011. február 22. 13:45 |

| Kecskeméti TE                                                                               | 1 – 0               | Debreceni VSC                    |
| ------------------------------------------------------------------------------------------- | ------------------- | -------------------------------- |
| Litsingi 81' (11-esből) Koszó 26' Ebala 30' Farkas 41′ Foxi 58' Vujović 59' Alempijević 89' | (0 – 0) Jegyzőkönyv | Mokánszki 17' Fodor 18' Nagy 80' |

| Széktói Stadion, Kecskemét Nézőszám: 400 Játékvezető: Takács János (magyar) |

#### Elődöntő
| 2011. március 27. 17:30 |

| Haladás                             | 0 – 2               | Debreceni VSC                                               |
| ----------------------------------- | ------------------- | ----------------------------------------------------------- |
| Nagy II G. 44' Tóth 61' Csontos 84' | (0 – 1) Jegyzőkönyv | Coulibaly 45' (11-esből) 62' Yannick 8' Ramos 71' Fodor 85' |

| Rohonci úti stadion, Szombathely Játékvezető: Szilasi Szabolcs (magyar) |

| 2011. március 30. 16:30 |

| Debreceni VSC   | 0 – 0               | Haladás |
| --------------- | ------------------- | ------- |
| Spitzmüller 47' | (0 – 0) Jegyzőkönyv |         |

| Oláh Gábor utcai stadion, Debrecen Játékvezető: Kovács Zoltán (magyar) |

#### Döntő
| 2011. április 6. 17:30 |

| Debreceni VSC                                             | 2 – 1               | Paksi FC                                            |
| --------------------------------------------------------- | ------------------- | --------------------------------------------------- |
| Salami 14' Yannick 41' 60' Šimac 27' Ramos 70' Farkas 90' | (2 – 1) Jegyzőkönyv | Vári 23' Sifter 6' Gévay 25' Sipeki 31' Fiola 90+1' |

| Oláh Gábor utcai stadion, Debrecen Játékvezető: Farkas Ádám (magyar) |

| 2011. április 13. 17:30 |

| Paksi FC                      | 3 – 0               | Debreceni VSC                             |
| ----------------------------- | ------------------- | ----------------------------------------- |
| Magasföldi 35' 72' Bartha 65' | (1 – 0) Jegyzőkönyv | Kabát 12' Nikolov 34' Šimac 60' Ramos 89' |

| Fehérvári úti stadion, Paks Játékvezető: Németh Ádám (magyar) |

### Szuperkupa
| 2010. július 7. 18:00 |

| Debreceni VSC         | 1 – 0               | Videoton               |
| --------------------- | ------------------- | ---------------------- |
| Szakály 66' Fodor 59' | (0 – 0) Jegyzőkönyv | Horváth 49' Lipták 88' |

| Oláh Gábor utca, Debrecen Nézőszám: 1 500 Játékvezető: Szabó Zsolt (magyar) |

### UEFA-bajnokok ligája

#### Selejtező
Második selejtezőkör
| 2010. július 13. 18:00 |

| Levadia Tallinn | 1 – 1               | Debreceni VSC |
| --------------- | ------------------- | ------------- |
| Neemelo 59'     | (0 – 0) Jegyzőkönyv | Rezes 90'     |

| Kadriorg Stadion, Tallinn Nézőszám: 2 500 Játékvezető: Kulbakov (fehérorosz) |

| 2010. július 21. 20:00 |

| Debreceni VSC                         | 3 – 2               | Levadia Tallinn                     |
| ------------------------------------- | ------------------- | ----------------------------------- |
| Coulibaly 24' Yannick 32' Szakály 55' | (2 – 1) Jegyzőkönyv | Nahk 3' Leitan 53' Malov 45+1′, 74′ |

| Oláh Gábor utcai stadion, Debrecen Nézőszám: 7 500 Játékvezető: Hagen (norvég) |

Harmadik selejtezőkör
| 2010. július 28. 20:00 |

| Debreceni VSC | 0 – 2               | FC Basel                |
| ------------- | ------------------- | ----------------------- |
|               | (0 – 1) Jegyzőkönyv | Stocker 34' Xhaka 90+2' |

| Szusza Ferenc Stadion, Budapest Játékvezető: Fernández (spanyol) |

| 2010. augusztus 4. 19:45 |

| FC Basel                              | 3 – 1               | Debreceni VSC |
| ------------------------------------- | ------------------- | ------------- |
| Atan 26' Chipperfield 59' Shaqiri 64' | (1 – 0) Jegyzőkönyv | Coulibaly 74' |

| St. Jakob-Park, Bázel Játékvezető: Bezborodov (orosz) |

### Európa-liga

#### Rájátszás
| 2010. augusztus 19. 19:00 |

| Debreceni VSC                                    | 2 – 0               | PFK Litex Lovecs |
| ------------------------------------------------ | ------------------- | ---------------- |
| Coulibaly 22' Laczkó 33' Bernáth 76' Varga 90+1' | (2 – 0) Jegyzőkönyv | Barthe 35′, 69′  |

| Nyíregyháza Városi Stadion, Nyíregyháza Nézőszám: 8 500 Játékvezető: Leontios Trattou (ciprusi) |

| 2010. augusztus 26. 19:00 |

| PFK Litex Lovecs | 1 – 2               | Debreceni VSC                                           |
| ---------------- | ------------------- | ------------------------------------------------------- |
| Niflore 68'      | (0 – 0) Jegyzőkönyv | Yannick 53' Czvitkovics 81' Laczkó 24' Mijadinoszki 58' |

| Lovecsi stadion, Lovecs Nézőszám: 2 500 Játékvezető: Robert Malek (lengyel) |

#### Csoportkör
I csoport
| 2010. szeptember 16. 21:05 |

| Debreceni VSC | 0 – 5               | Metaliszt Harkiv                                  |
| ------------- | ------------------- | ------------------------------------------------- |
|               | (0 – 2) Jegyzőkönyv | Edmar 24' 74' Xavier 34' Fininho 77' Valyayev 89' |

| Puskás Ferenc Stadion, Budapest Nézőszám: 5 000 Játékvezető: Alekszandar Sztavrev (macedón) |

| 2010. szeptember 30. 19:00 |

| Sampdoria              | 1 – 0               | Debreceni VSC |
| ---------------------- | ------------------- | ------------- |
| Pazzini 18' (11-esből) | (1 – 0) Jegyzőkönyv |               |

| Luigi Ferraris Stadion, Genova Nézőszám: 12 159 Játékvezető: Libor Kovařík (cseh) |

| 2010. október 21. 19:00 |

| Debreceni VSC   | 1 – 2               | PSV Eindhoven              |
| --------------- | ------------------- | -------------------------- |
| Mijadinoski 35' | (1 – 1) Jegyzőkönyv | Engelaar 40' Dzsudzsák 66' |

| Puskás Ferenc Stadion, Budapest Nézőszám: 18 000 Játékvezető: Nicolai Vollquartz (dán) |

| 2010. november 4. 21:05 |

| PSV Eindhoven                    | 3 – 0               | Debreceni VSC |
| -------------------------------- | ------------------- | ------------- |
| Afellay 22' Reis 44' Wuytens 88' | (2 – 0) Jegyzőkönyv |               |

| Philips Stadion, Eindhoven Nézőszám: 17 000 Játékvezető: Mark Courtney (északír) |

| 2010. december 1. 19:00 |

| Metaliszt Harkiv             | 2 – 1               | Debreceni VSC   |
| ---------------------------- | ------------------- | --------------- |
| Bódi 52' (öngól) Oliynyk 88' | (0 – 0) Jegyzőkönyv | Czvitkovics 48' |

| Metaliszt stadion, Harkiv Játékvezető: Daniel Stalhammar (svéd) |

| 2010. december 16. 21:05 |

| Debreceni VSC | 2 – 0               | Sampdoria |
| ------------- | ------------------- | --------- |
| Kabát 48' 86' | (0 – 0) Jegyzőkönyv |           |

| Puskás Ferenc Stadion, Budapest Nézőszám: 7 500 Játékvezető: Stanislav Sukhina (orosz) |

#### Végeredmény
| Csapat           | M | Gy | D | V | G+ | G– | Gk | P  |
| ---------------- | - | -- | - | - | -- | -- | -- | -- |
| PSV Eindhoven    | 6 | 4  | 2 | 0 | 10 | 3  | +7 | 14 |
| Metaliszt Harkiv | 6 | 3  | 2 | 1 | 9  | 4  | +5 | 11 |
| Sampdoria        | 6 | 1  | 2 | 3 | 4  | 7  | –3 | 5  |
| Debreceni VSC    | 6 | 1  | 0 | 5 | 4  | 13 | –9 | 3  |

## Külső hivatkozások
- A csapat hivatalos honlapja Archiválva 2011. június 16-i dátummal a Wayback Machine-ben
- A Magyar Labdarúgó Szövetség honlapja, adatbankja

Sablon:2010–2011 a magyar labdarúgásban